# Mormant-sur-Vernisson
Mormant-sur-Vernisson ist eine französische Gemeinde im Département Loiret in der Region Centre-Val de Loire. Sie gehört zum Arrondissement Montargis und zum Kanton Montargis. Mormant-sur-Vernisson hat eine Fläche von 1.092 Hektar und zählt 133 Einwohner (Stand: 1. Januar 2022), die Mormantois und Mormantoises genannt werden.

## Geographie
Mormant-sur-Vernisson liegt etwa 62 Kilometer ostnordöstlich von Orléans am Fluss Vernisson. Umgeben wird Mormant-sur-Vernisson von den Nachbargemeinden Amilly im Norden und Nordosten, Conflans-sur-Loing im Osten, Cortrat im Südosten, Solterre im Süden, Saint-Hilaire-sur-Puiseaux im Südwesten, Vimory im Westen sowie Villemandeur im Nordwesten.

## Bevölkerungsentwicklung

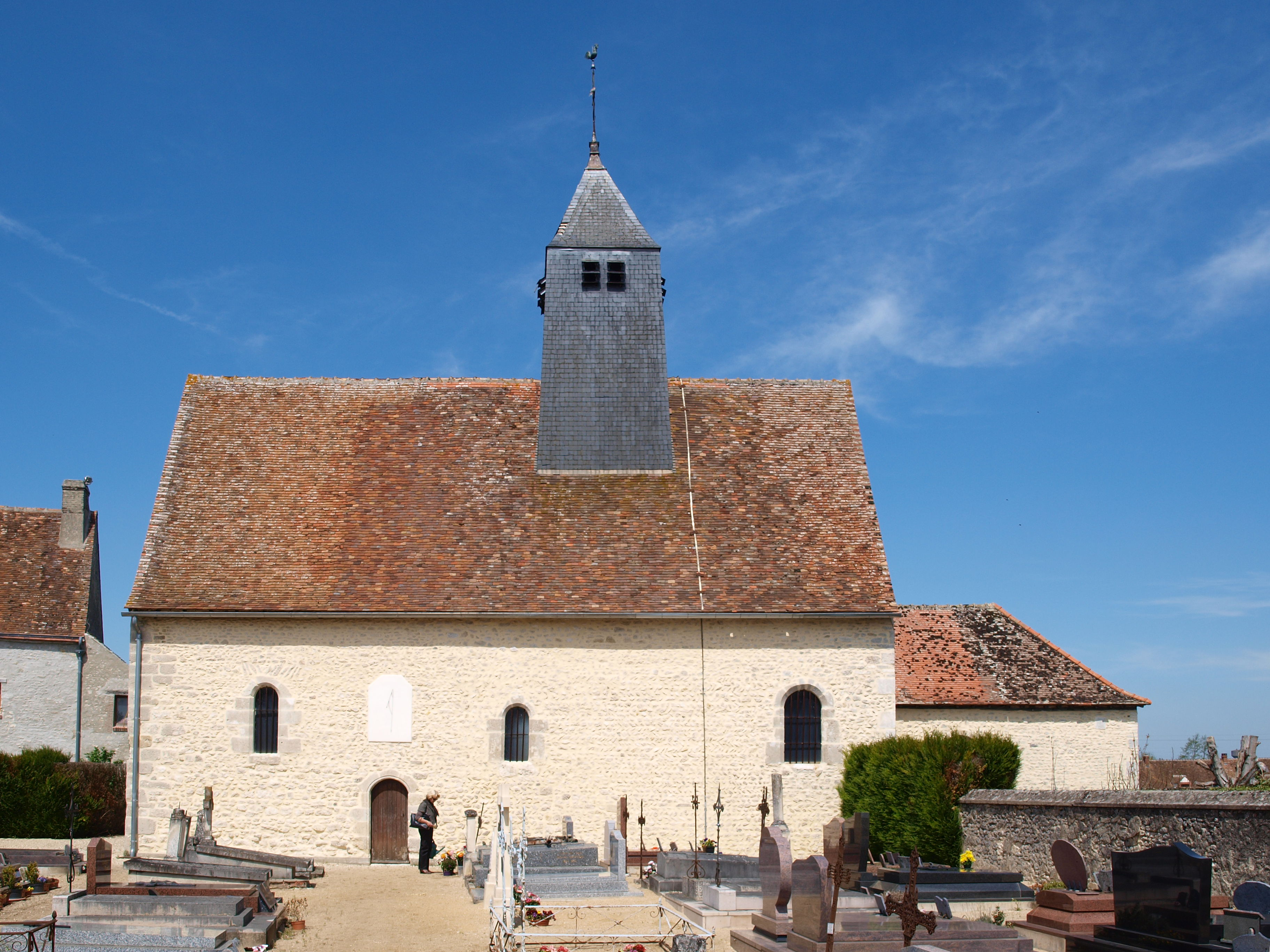
Kirche Saint-Denis

| Jahr                       | 1962 | 1968 | 1975 | 1982 | 1990 | 1999 | 2006 | 2018 |
| Einwohner                  | 128  | 144  | 124  | 143  | 116  | 117  | 124  | 125  |
| Quellen: Cassini und INSEE |      |      |      |      |      |      |      |      |